# Tripitaca Coreana
O Tripitaca Coreana é a coleção mais completa de textos budistas, gravada em 80.000 blocos de madeira entre 1237 e 1249. Foram construídos no Templo de Haeinsa os edifícios de Janggyeong Panjeon no século XV para abrigar os blocos de madeira.